# Isaac Success
Isaac Success Ajayi (Benin City, 7 januari 1996) is een Nigeriaans voetballer die doorgaans als aanvaller speelt. Success debuteerde in 2017 in het Nigeriaans voetbalelftal.

## Clubcarrière
Success begon met voetballen bij BJ Foundation en werd in januari 2014 vervolgens aangetrokken door Udinese, op dat moment eigendom van de Italiaanse zakenman Giampaolo Pozzo. Dat stalde hem bij Granada CF, toentertijd eveneens in handen van Pozzo. Hier debuteerde Success in maart 2014 in het tweede elftal. Hij maakte op 31 augustus 2014 zijn debuut voor het eerste elftal van Granada, in de Primera División tegen Elche CF. Hij mocht in de basiself beginnen en maakte de 90 minuten vol. Success speelde 2,5 seizoen voor Granada, waarvan het laatste volledig in het eerste elftal. Hij speelde dat jaar dertig competitiewedstrijden en maakte daarin zes doelpunten.
Success tekende in juli 2016 een contract tot medio 2021 bij Watford, op dat moment eigendom van Pozzo en zijn zoon Gino. Het betaalde circa €15.000.000,- voor hem aan Granada, dat Pozzo een paar weken daarvoor verkocht aan de Chinese zakenman Jiang Lizhang.
Watford verhuurde Success op 31 januari 2018 tot het einde van het seizoen aan Málaga.
Tussen 2021 en 2024 speelde hij in Italië voor Udinese. In oktober 2024 ging hij naar Al-Wasl  in de Verenigde Arabische Emiraten.